# エリクソン・シルヴァ
エリクソン（Ericson）こと、エリクソン・ジョルジェ・シルヴァ・ロドリゲス・ドゥアルテ（Ericson Jorge Silva Rodrigues Duarte 、1987年11月25日 - ）は、カーボベルデ・サン・ヴィセンテ島出身のプロサッカー選手。元カーボベルデ代表。ポジションは、ミッドフィールダー（守備的ミッドフィールダー）。